# Avenida Nicolau Lobato
Die Avenida Nicolau Lobato ist die Hauptausfallstraße der osttimoresischen Landeshauptstadt Dili in Richtung Westen, mit einer Länge von etwa 5,4 Kilometern. Sie ist nach dem ehemaligen Staatspräsidenten und Unabhängigkeitskämpfer Nicolau dos Reis Lobato benannt. Die südlich gelegene Rua Nicolau dos Reis Lobato in Colmera, ehemals Rua José Maria Marques, heißt seit 2015 Rua 25 de Abril.

## Verlauf
Die Avenida Nicolau Lobato beginnt im Zentrum Dilis als Erweiterung der Avenida Marginal, weg von der Bucht von Dili und dem Regierungsviertel. Auf der Nordseite liegt der Suco Motael, auf der Südseite der Suco Colmera. Beide gehören zum Verwaltungsamt Vera Cruz. Gleich zu Beginn liegen auf der Nordseite das Denkmal für Manuel Jesus Pires und der Stadtpark Jardim 5 de Maio mit dem Integrationsdenkmal. Früher befand sich hier der Regierungssitz des portugiesischen Gouverneurs, der aber nach dessen Zerstörung im Zweiten Weltkrieg weiter im Osten neu errichtet wurde. Auf der Südseite liegen das Hotel Timor und das Hauptzollamt. Nach Süden weg führen die Avenida Mártires da Pátria und die Rua da Catedral, nach der auch die Südseite der Avenida Nicolau Lobato zu Motael gehört. An der Ecke zur Rua Ribeira de Maloa wurde der Park Jardim Infantil mit einem Brunnen und einem Denkmal angelegt, das zwei Menschen mit der Flagge Osttimors zeigt.
Nach dem Fluss Maloa führt die Avenida Nicolau Lobato durch das Verwaltungsamt Dom Aleixo mit den Sucos Kampung Alor und Fatuhada im Norden und dem Suco Bairro Pite im Süden. Dort liegt an der Straße auch der Präsidentenpalast Osttimors und westlich auf der Nordseite die Botschaft Australiens. Bis zur Grenze von Kampung Alor und Fatuhada hatte die Straße ursprünglich den Namen Avenida Alm. Américo Tomás, benannt nach dem portugiesischen Admiral und Staatspräsident Américo Tomás (1894–1987). Mit dem Ende der indonesischen Besatzung hatte die Straße bis 2015 den Namen Avenida oder Rua dos Direitos Humanos. Nach Westen nannte man bis 2015 die Straße Avenida Presidente Nicolau Lobato. Weiter westwärts befindet sich auf der Südseite das Verteidigungsministerium mit dem Hauptquartier der Verteidigungskräfte Osttimors (F-FDTL), auf der Nordseite das Gebäude des Zentralkomitees der FRETILIN und später wieder auf der Südseite die Kirche Aimutin und auf der Nordseite, nach der Rua Luro Mata, das Timor Plaza, Osttimors erstes und größtes Einkaufszentrum.
Nach der Brücke über den Rio Comoro führt die Avenida Nicolau Lobato durch den Suco Comoro. Auf der Nordseite befindet sich zunächst die Akademie der Nationalpolizei Osttimors (PNTL), dann etwas von der Straße wegversetzt das Haus der Kunstschule, Kulturzentrum und Künstlervereinigung Arte Moris. Schließlich endet die Avenida Nicolau Lobato im Kreisverkehr Rotunda Nicolau Lobato, mit einer Statue des Präsidenten in ihrem Zentrum. Nach Westen führt die Avenida da Restauração weiter, von Norden kommt vom Flughafen Presidente Nicolau Lobato her die Rua Beto Oeste und von Süden die Rua de Malinamok.

## Galerie

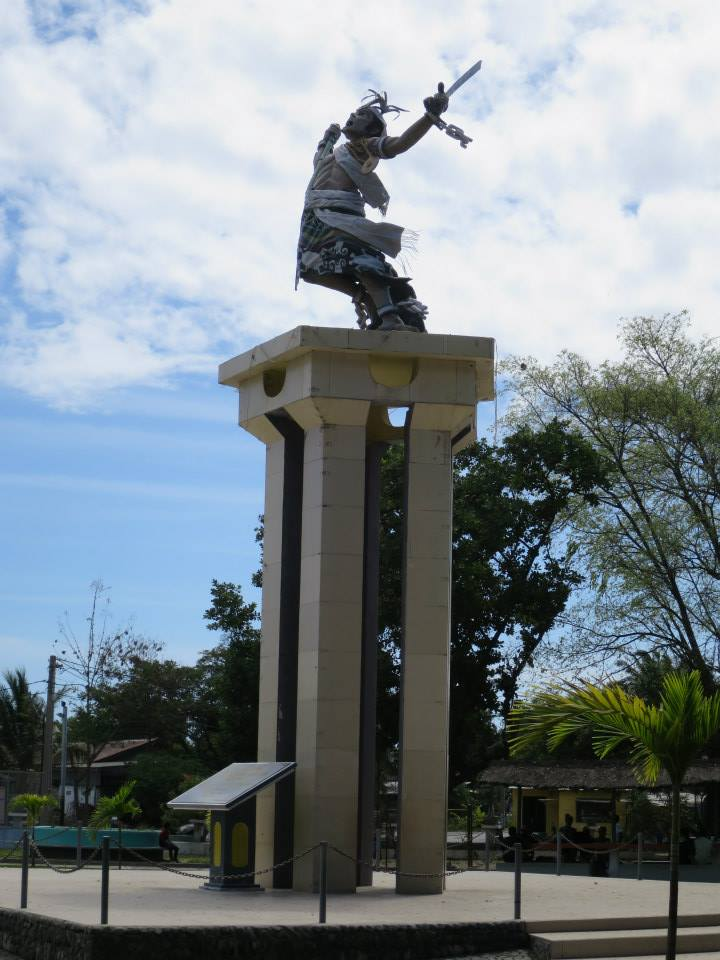
Integrationsdenkmal im Jardim 5 de Maio
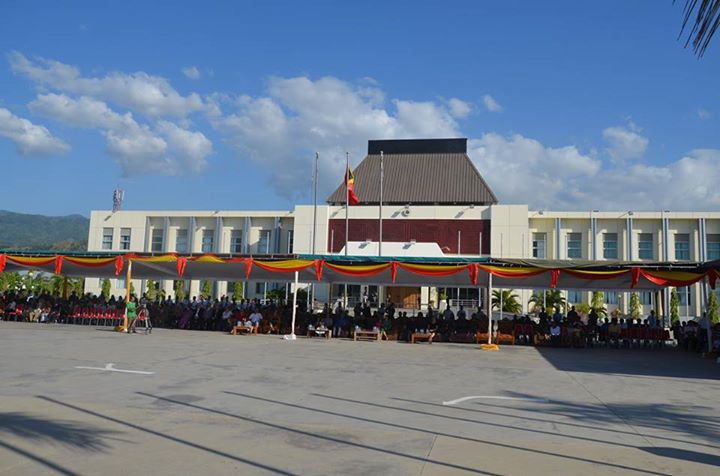
Präsidentenpalast
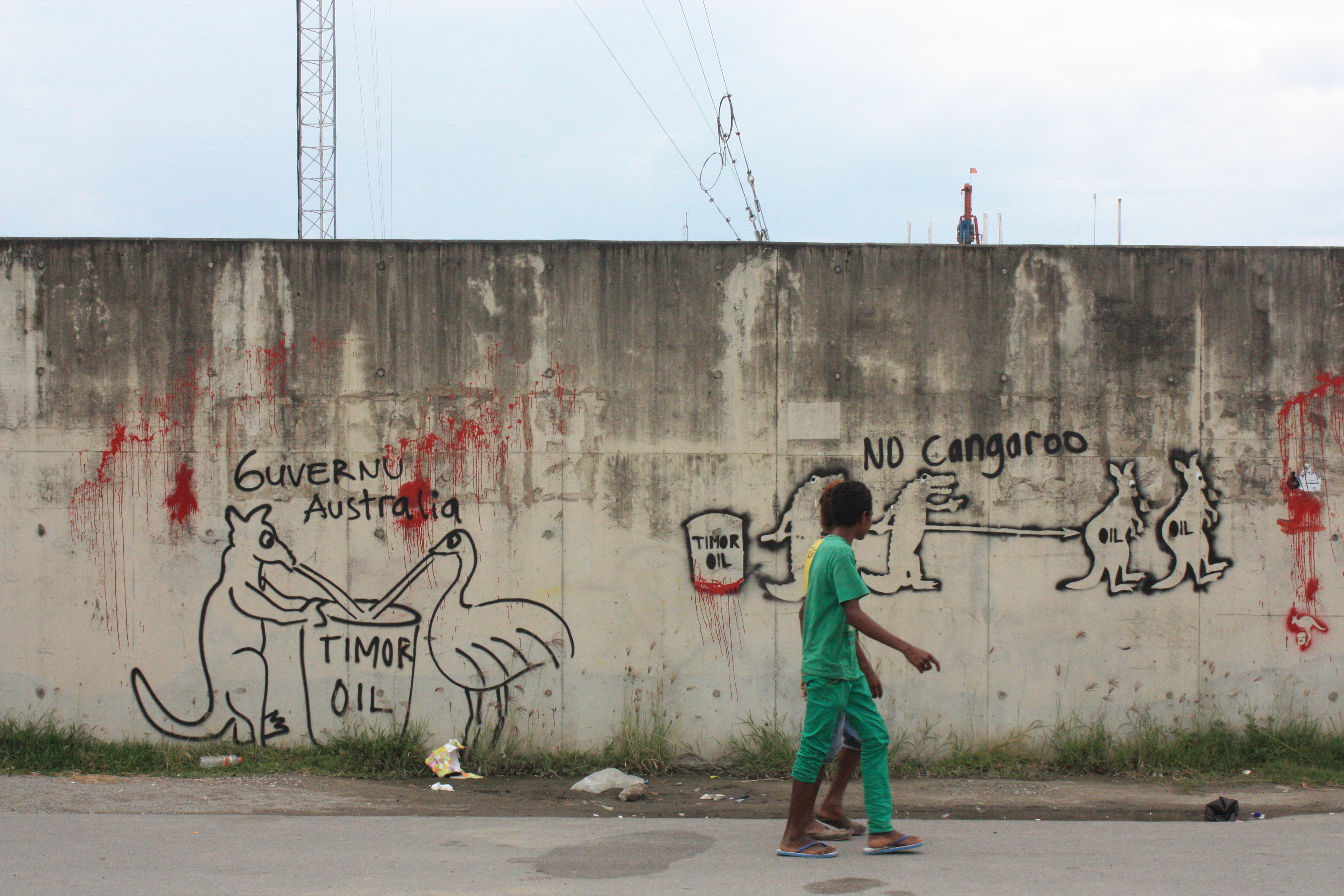
Außenmauer der Botschaft Australiens
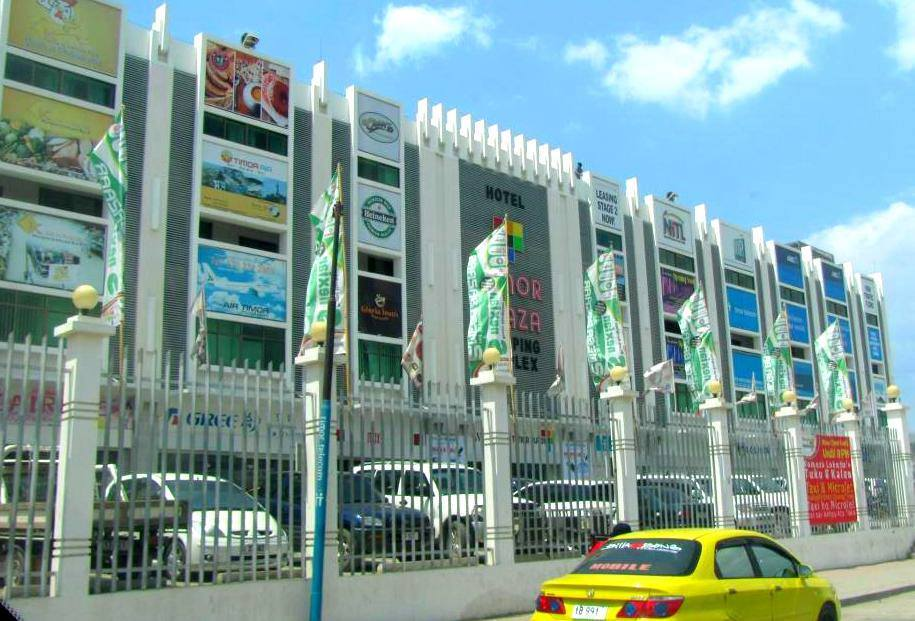
Timor Plaza
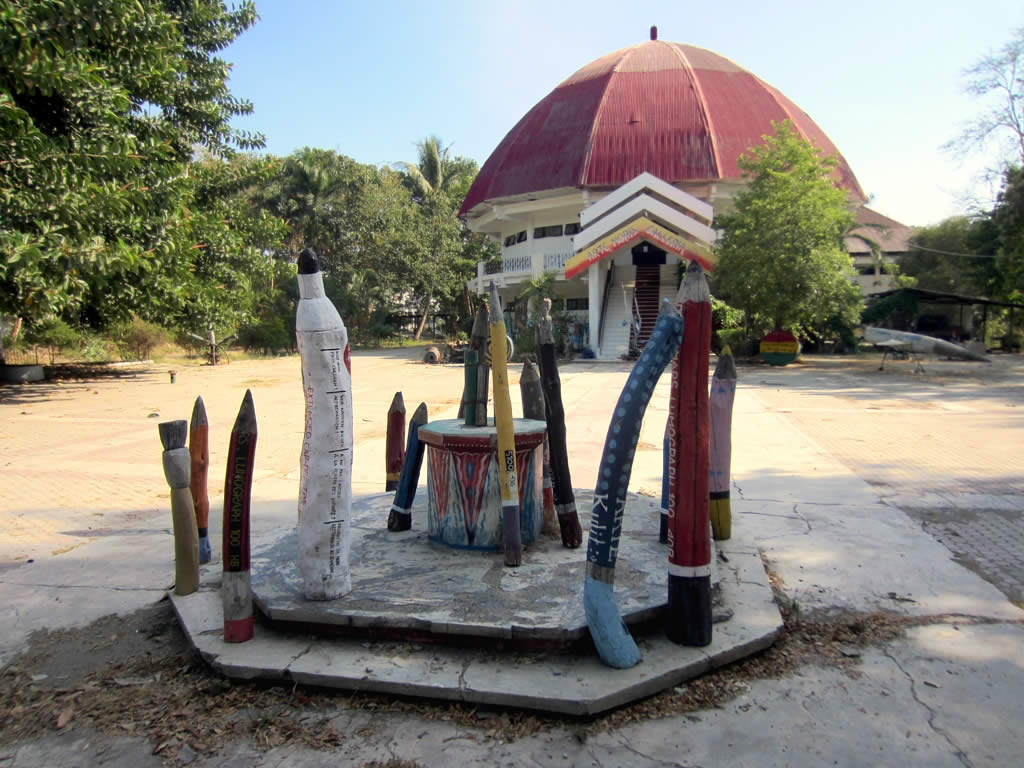
Das ehemalige Nationalmuseum der Provinz Timor Timur
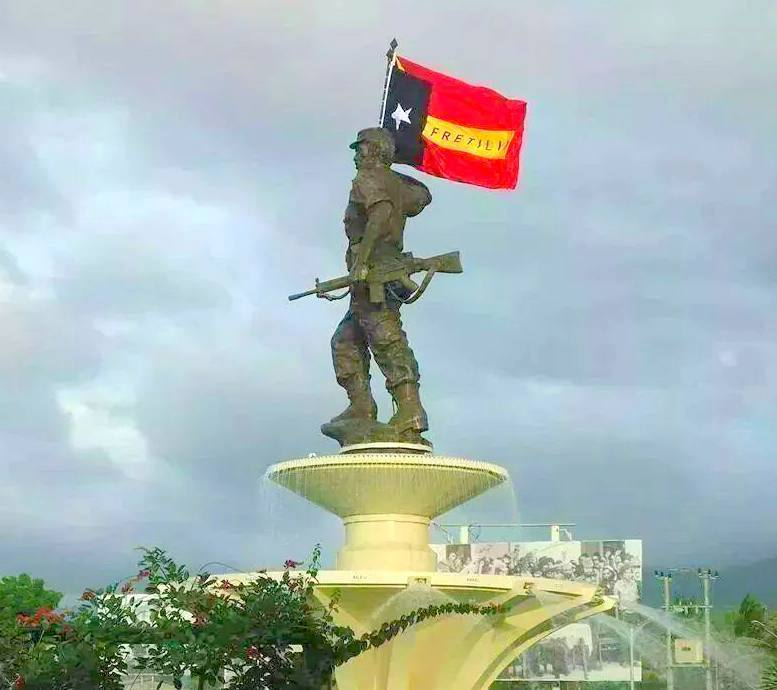
Kreisverkehr Nicolau Lobato
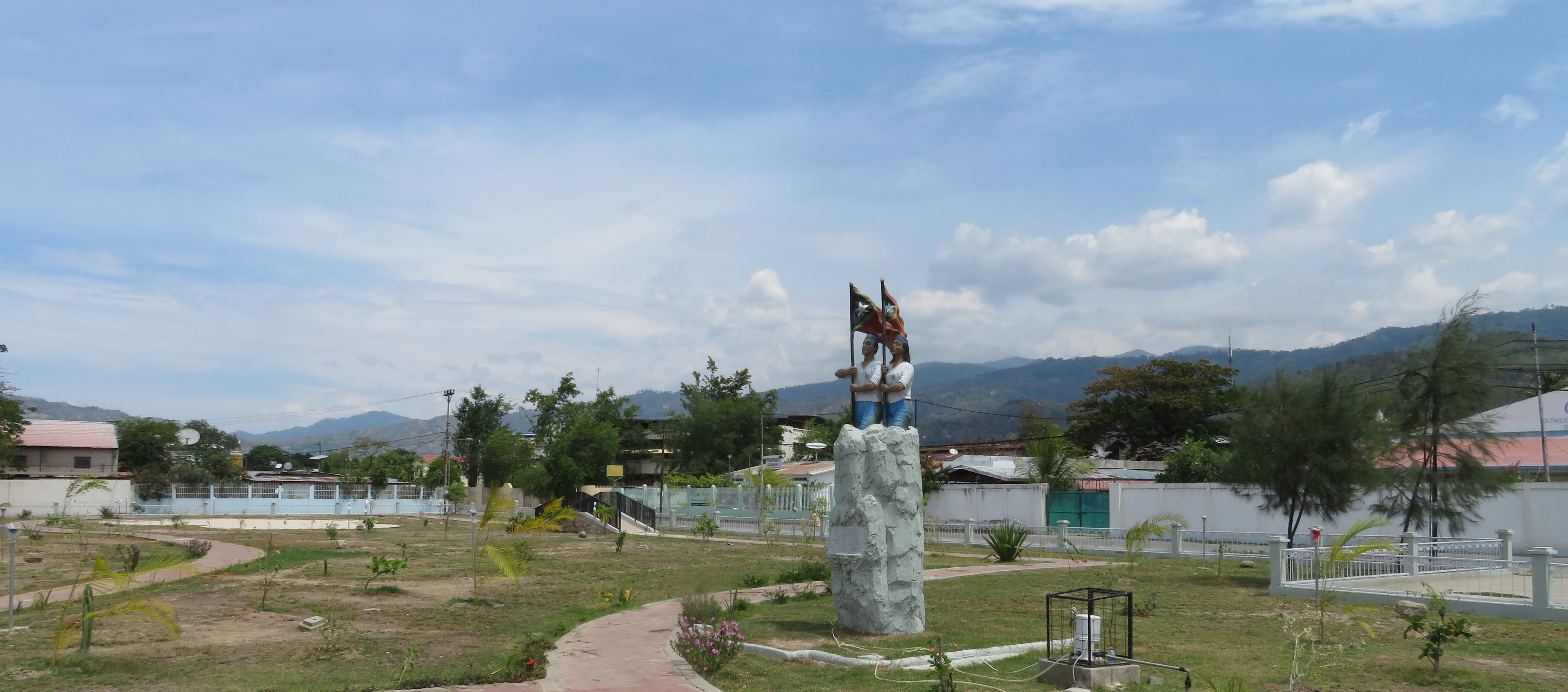
Park an der Ecke zur Rua Ribeira da Maloa
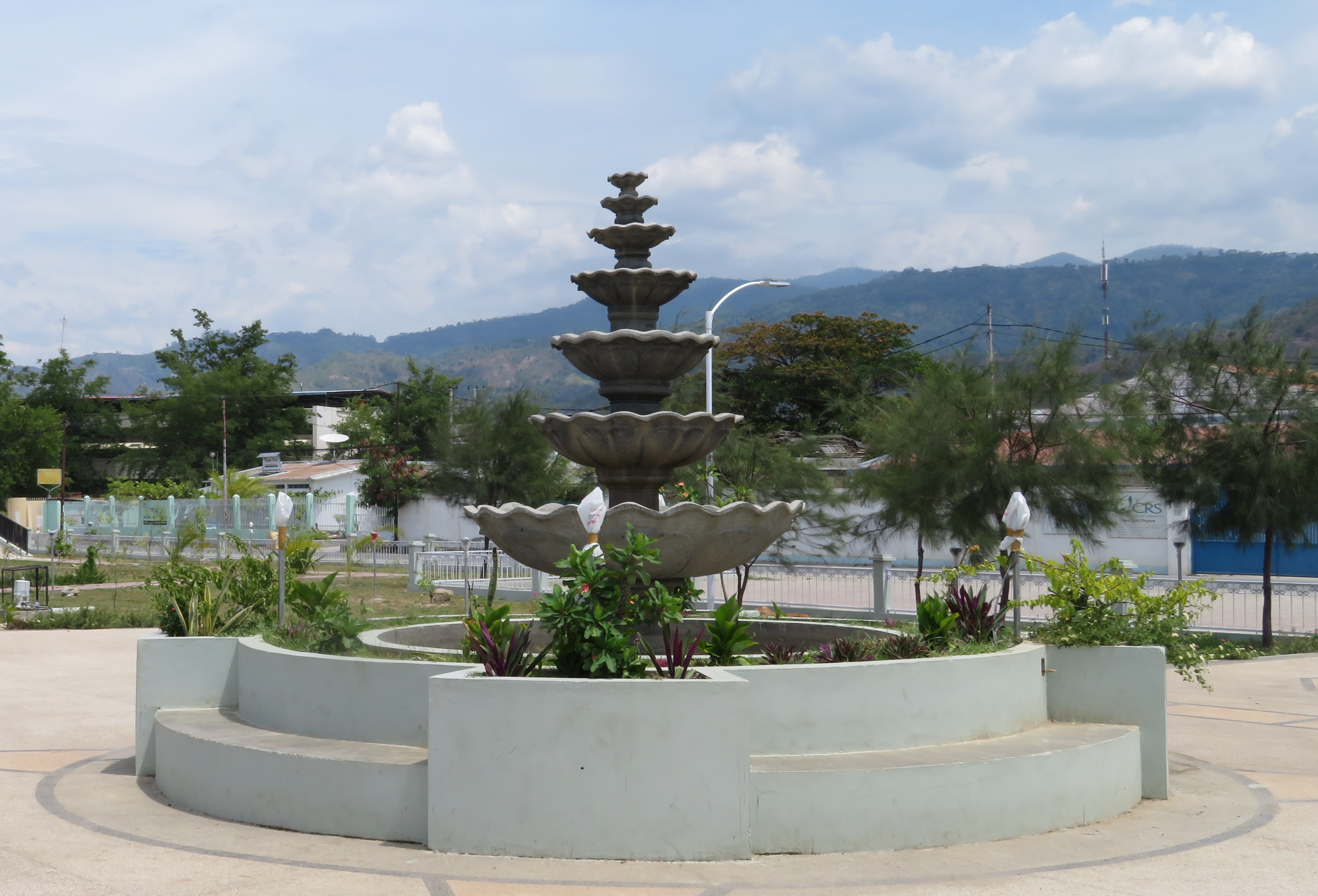
Brunnen im Park
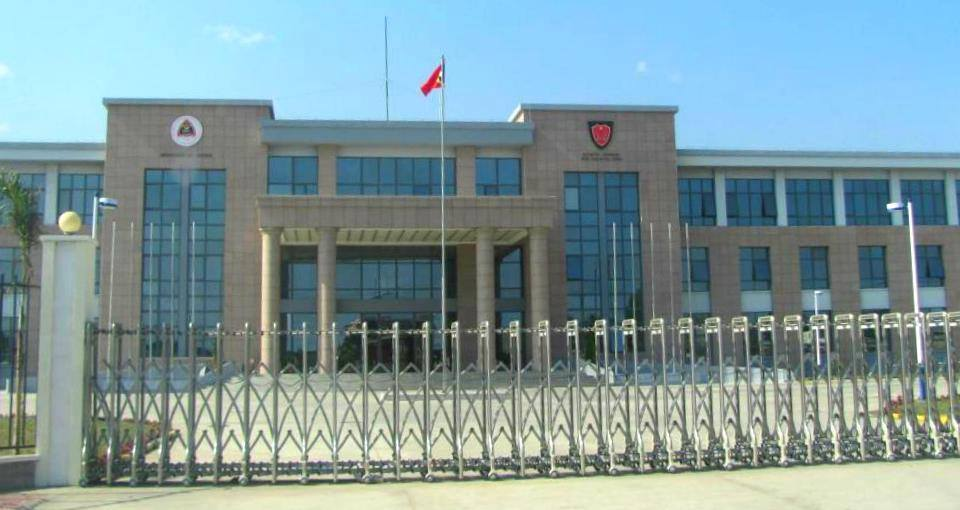
Verteidigungsministerium Osttimors
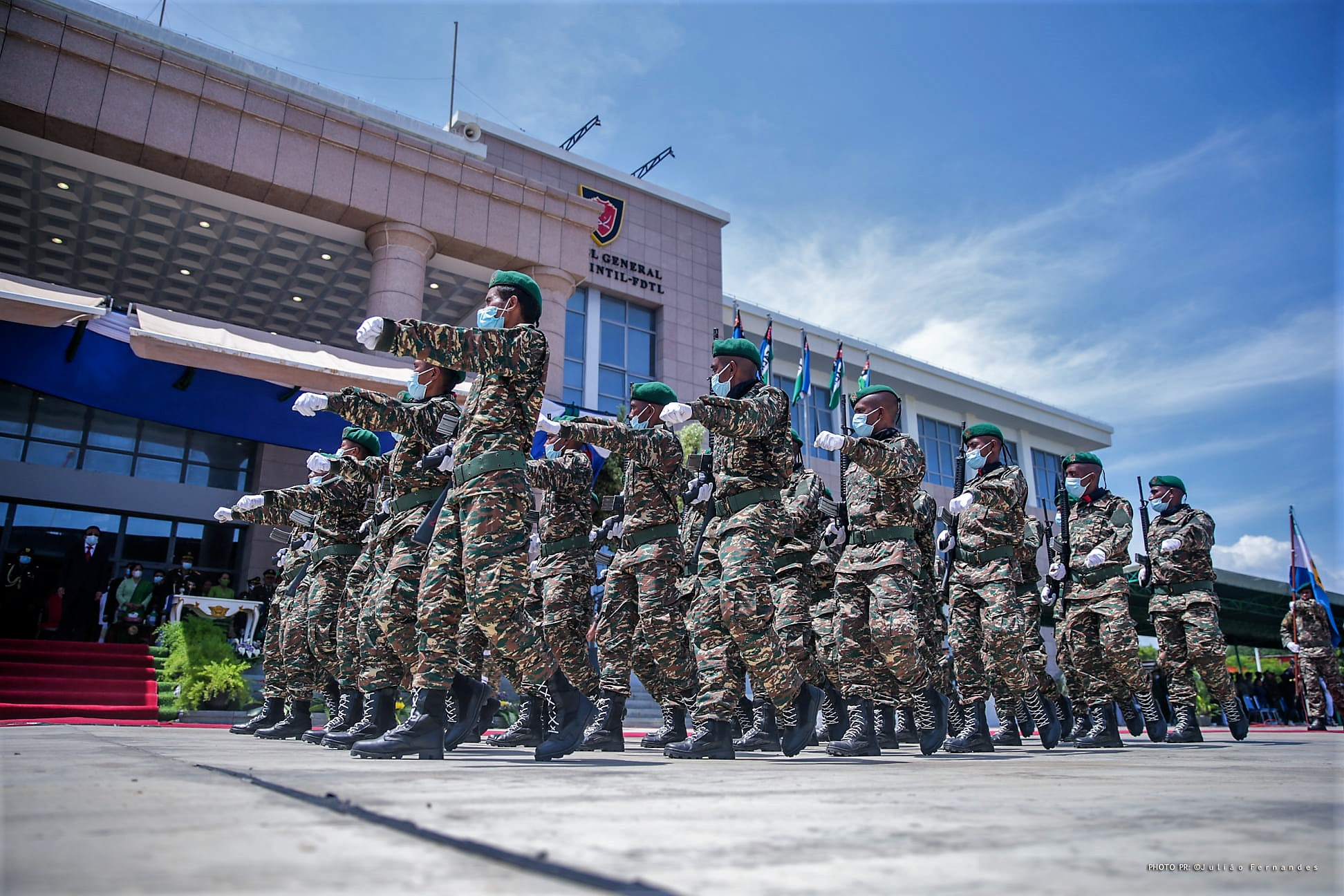
Hauptquartier der Verteidigungskräfte